# Pauline Mayer

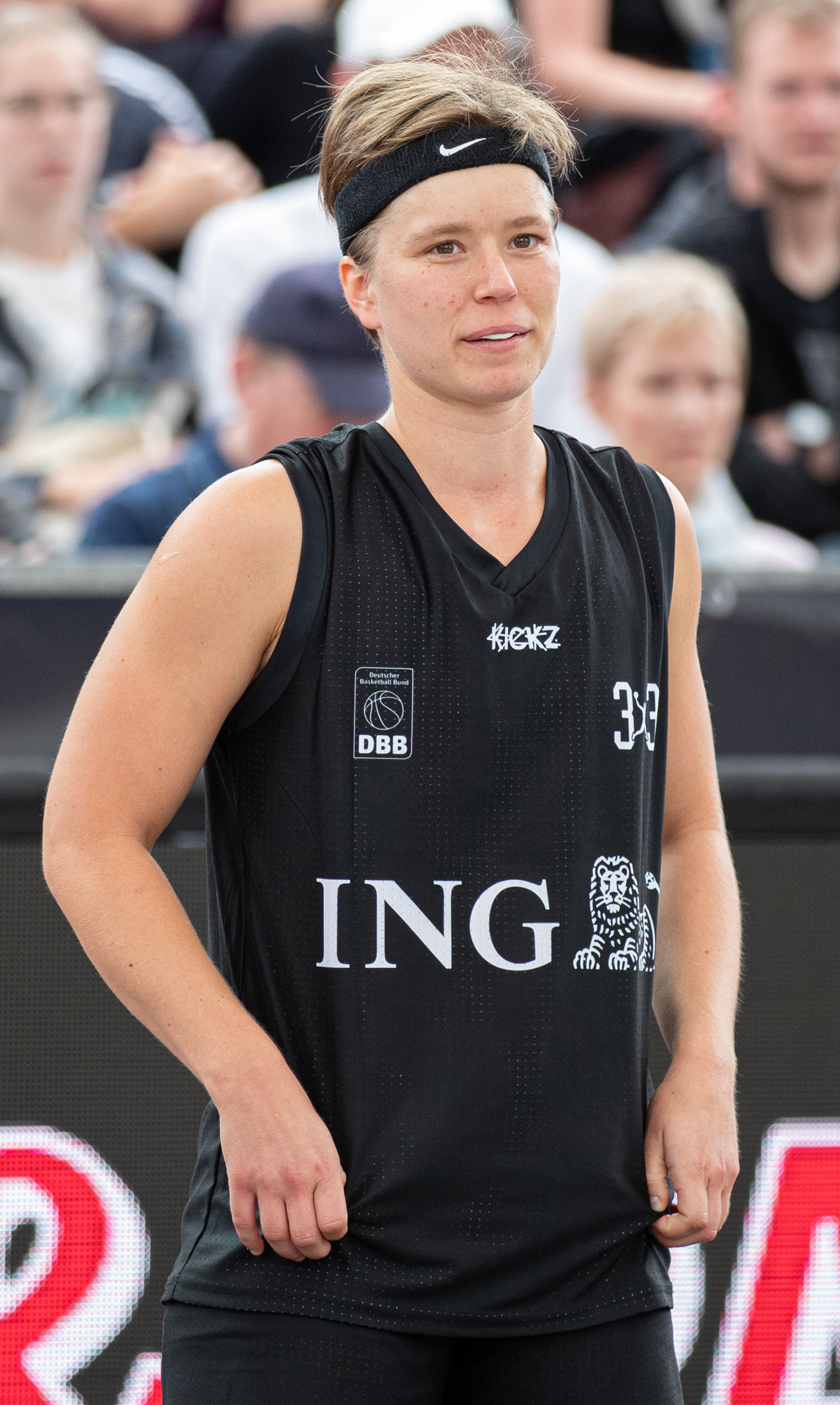
Pauline Mayer, 2025

Pauline Mayer (* 5. Juli 2001 in Titisee-Neustadt) ist eine deutsche Basketballspielerin.

## Werdegang
Mayer spielte im Nachwuchsbereich des SV Kirchzarten und wechselte dann zum USC Freiburg. Dort wurde sie von Jugendtrainer Christian Berkes an die Bundesliga herangeführt. 2022 wurde die 1,68 Meter große Aufbauspielerin mit dem USC deutsche Meisterin. 2025 wechselte Mayer innerhalb der Bundesliga zur BG Donau-Ries.
Mit den Auswahlmannschaften des Deutschen Basketball-Bundes nahm sie unter anderem an der U16-Europameisterschaft 2017, der U18-EM 2019 und im selben Jahr an der U19-WM teil.